# Johan Arvid Hedvall

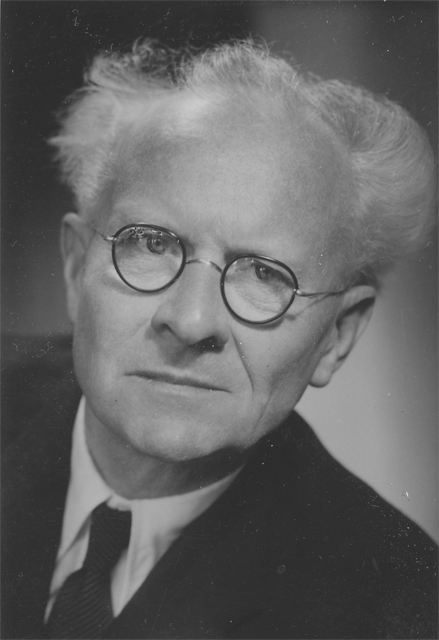
Arvid Hedvall (vor 1969)

Johan Arvid Hedvall, genannt Arvid, (* 18. Januar 1888 in Skara; † 24. Dezember 1974 in Göteborg) war ein schwedischer Chemiker, der sich mit Festkörperchemie befasste. Er war Professor an der TH Chalmers in Göteborg.

## Leben
Hedvall, der Sohn eines Sparkassendirektors war, studierte ab 1906 Physik, Chemie und Mathematik an der Universität Uppsala und der Universität Göttingen und wurde 1915 an der Universität Uppsala promoviert (Über Reaktionsprodukte von Kobaltoxyden mit anderen Metalloxyden bei hohen Temperaturen). 1916 war er ein Jahr in Göttingen bei Gustav Tammann. Ab 1917 war er Chemiker bei der Kupferbergwerksgesellschaft in Falun und 1919 bis 1929 Chemielehrer am Polytechnischen Gymnasium in Örebro. Danach war er Professor für chemische Technologie an der TH Chalmers. 1946 wurde er emeritiert, arbeitete aber noch bis 1956 als Forschungsleiter im Bereich Baumaterialien an der TH Chalmers. Ab 1944 war er auch Direktor des neu gegründeten Instituts für Silikatforschung der Universität.

## Werk
Er ist vor allem für Forschungen zur Festkörperchemie bekannt. In seiner Dissertation über Metalloxide entdeckte er den Hedvall-Effekt: bei Temperaturen, bei denen sich die physikalischen Eigenschaften von Festkörpern ändern, ist auch die chemische Reaktionsfähigkeit erhöht. Er fand eine Abhängigkeit der Reaktionsfähigkeit von der Kristallform,  untersuchte Oberflächenphänomene (Adsorption, Katalyse) von Festkörpern und befasste sich mit Pulvermetallurgie, Glas und Anwendungen der Chemie im Bauwesen und in der Archäologie (z. B. Konservierung von Alabaster und Zerstörung antiker Gläser).

## Ehrungen und Mitgliedschaften
1951 erhielt er die Carl-Friedrich-Gauß-Medaille und 1956 die Wilhelm-Exner-Medaille. Er war Mitglied der Schwedischen Akademie der Wissenschaften (1941), der Göttinger Akademie der Wissenschaften (1947), der Finnischen Akademie der Wissenschaften (1957), der Académie des sciences in Paris (1959), der Königlichen Physiographischen Gesellschaft in Lund, der schwedischen Ingenieursakademie und der Braunschweigischen Wissenschaftlichen Gesellschaft (1955).

## Schriften
- Reaktionsfähigkeit fester Stoffe, Leipzig: Barth 1938
- Einführung in die Festkörperchemie, Braunschweig: Vieweg 1952 (mit Beiträgen von Roland Lindner)
- Chemie im Dienst der Archäologie, Bautechnik, Denkmalpflege, Göteborg 1962
- Solid State Chemistry:  whence, where and whither, Elsevier 1966